# كيرك جاكسون
كيرك جاكسون (بالإنجليزية: Kirk Jackson)‏ (16 أكتوبر 1976 ببارنسلي في المملكة المتحدة - ) هو لاعب كرة قدم بريطاني في مركز الهجوم. شارك مع منتخب إنجلترا لكرة القدم C ‏. أما مع النوادي، فقد لعب مع ستيفيناغ بوروه وسكونثورب يونايتد وشيفيلد وينزداي ونادي تشيسترفيلد ونادي شيفيلد وهورنتشورتش ويوفل تاون وغرانتهام تاون ‏ ووركشوب تاون ‏ ونادي تاموورث ونادي هاروجيت تاون ونادي ويموث ودارلينجتون إف سى.

## وصلات خارجية
- كيرك جاكسون على موقع قاعدة بيانات كرة القدم.إي يو (الإنجليزية)
- كيرك جاكسون على موقع Soccerbase.com (لاعب) (الإنجليزية)